# Citroën C3 Aircross
La Citroën C3 Aircross è un'autovettura di tipo crossover SUV compatta prodotta dalla casa automobilistica francese Citroën dal 2017. La denominazione C3 Aircross era peraltro già stata usata dalla casa francese in precedenza nel 2010 per una versione della Citroën C3 Picasso in vendita nel mercato sudamericano.

## Prima generazione (2017-2024)

### Profilo e caratteristiche
Anticipata dalla concept car Citroën C-Aircross che venne presentata al Salone dell'automobile di Ginevra del 2017,  la C3 Aircross debutta ufficialmente nell'autunno del 2017 al Salone dell'automobile di Francoforte ed era stata annunciata già nella seconda metà dell'anno precedente dalle Case automobilistiche coinvolte nella sua realizzazione, vale a dire i due marchi costituenti il Gruppo PSA (Peugeot e Citroën) e la Opel, con cui il colosso francese aveva formato già da alcuni anni una joint-venture destinata allo sviluppo di alcuni modelli particolari. La C3 Aircross rappresenta la sostituta della C3 Picasso ed è nata dallo stesso progetto che ha dato alla luce anche la Opel Crossland X (erede della Meriva). Entrambe condividono il telaio di base (la piattaforma PSA PF1) e lo stabilimento Opel di Saragozza di produzione. La versione restyling del C3 Aircross viene presentata il 12 febbraio 2021.

### Design e abitacolo
La C3 Aircross sfoggia una linea molto elaborata, tipica delle ultime vetture con il marchio del "double chevron". Osservando il frontale, spicca innanzitutto la grande calandra Citroën, con il logo della doppia cuspide che si estende per tutta la lunghezza del muso. Ai lati della calandra trovano posto i due fari trapezoidali dal disegno assai aggressivo, che penetrano nella calandra stessa. Sotto di essa, l'imponente paraurti è dominato dalla grande presa d'aria ai cui lati si aprono due incavi più piccoli che ospitano le luci diurne a led e altri due alloggiamenti, di dimensioni ancora inferiori, sotto i quali trovano posto anche i due fari fendinebbia circolari. Il cofano motore è caratterizzato da due nervature longitudinali più o meno all'altezza dei fari stessi.
La fiancata è assai massiccia, con linea di cintura molto alta e inclinata in avanti, il che conferisce un tocco di grinta in più alla vettura; i grandi passaruota abbracciano i cerchi da 17 pollici e sono incorniciati da passaruota in plastica grezza nera, uniti tra loro mediante un elemento longitudinale, anch'esso in plastica grezza, ma impreziosito da una barra cromata. Una nervatura laterale unisce le due maniglie porta, mentre molto particolare è il disegno del terzo finestrino laterale, che va a congiungersi con il lunotto. Esso è sovrastato da uno spoiler atto a conferire un tocco di sportività in più anche alla zona posteriore, ed è integrato nell'ampio portellone sottolineato anch'esso da una barra cromata e attraversato in parte dal disegno dei due fari posteriori dalla forma "a L".
La razionalità e l'ergonomia sono stati i due fattori dominanti nel disegno dell'abitacolo della C3 Aircross, in realtà molto meno audace rispetto alle linee del corpo vettura. La strumentazione e i comandi secondari sono in generale intuitivi nella loro disposizione e nella loro accessibilità. L'abitacolo è reso luminoso dal tetto panoramico in vetro, peraltro oscurabile mediante azionamento elettrico di una tendina che si richiude. La capacità del vano bagagli raggiunge i 442 litri in configurazione standard, ma è possibile ampliarla grazie al divano posteriore completamente abbattibile o anche solo frazionabile (2/3 - 1/3). Il sistema multimediale prevede un impianto hi-fi da 710 Watt e un navigatore satellitare (optional solo per la versione più ricca) con display da 7 pollici, hard disk da 30 GB e funzioni di lettore CD e DVD.

### Meccanica e motori
La C3 Aircross condivide la stessa base meccanica con la Peugeot 2008 e Opel Crossland X. L'impianto frenante è a quattro dischi. Dal punto di vista motoristico, invece, la gamma propone motorizzazioni esclusivamente del gruppo PSA omologati Euro 6.2.
Benzina
- 1.2 PureTech a 3 cilindri da 82 CV aspirato, manuale;
- 1.2 PureTech a 3 cilindri da 110 CV turbo, manuale (Euro 6.3) o automatico EAT6;
- 1.2 PureTech a 3 cilindri da 130 CV turbo, manuale;

Diesel
- 1.6 Blue-HDi a 4 cilindri da 100 CV turbo, manuale;
- 1.6 Blue-HDi a 4 cilindri da 120 CV turbo, automatico EAT6;

La trazione è solo anteriore, in aggiunta il dispositivo “Grip Control” per il controllo di trazione.

### Allestimenti e dotazioni
Tre sono gli allestimenti previsti per la C3 Aircross:
- LIVE: allestimento di base già molto completo e comprendente: doppio airbag frontale, airbag laterali anteriori, airbag a tendina per la testa, ABS, ESP, vetri elettrici anteriori, computer di bordo, lettore MP3, poggiatesta posteriori, retrovisori elettrici riscaldabili, sedile lato guida regolabile in altezza, volante regolabile in altezza e profondità;
- FEEL: livello di allestimento intermedio, comprendente quanto già visto nell'allestimento precedente con l'aggiunta di: climatizzatore manuale, cruise control, 4 alzacristalli elettrici, sensori di parcheggio posteriore, retrovisori esterni ripiegabili elettricamente;
- SHINE: livello di punta comprendente quanto già visto nei due allestimenti precedenti con l'aggiunta di: vetri posteriori oscurati, cerchi in lega, navigatore, sedili posteriori scorrevoli, climatizzatore automatico, sensori pioggia e luci, fari fendinebbia, active safety brake.

La lista optional (in base all’allestimento e motore) prevede per tutta la gamma la vernice metallizzata, controllo di trazione, interni in pelle (non riscaldabili per i modelli italiani), tetto panoramico apribile, HI-FI system e varie personalizzazioni.

### Restyling 2021

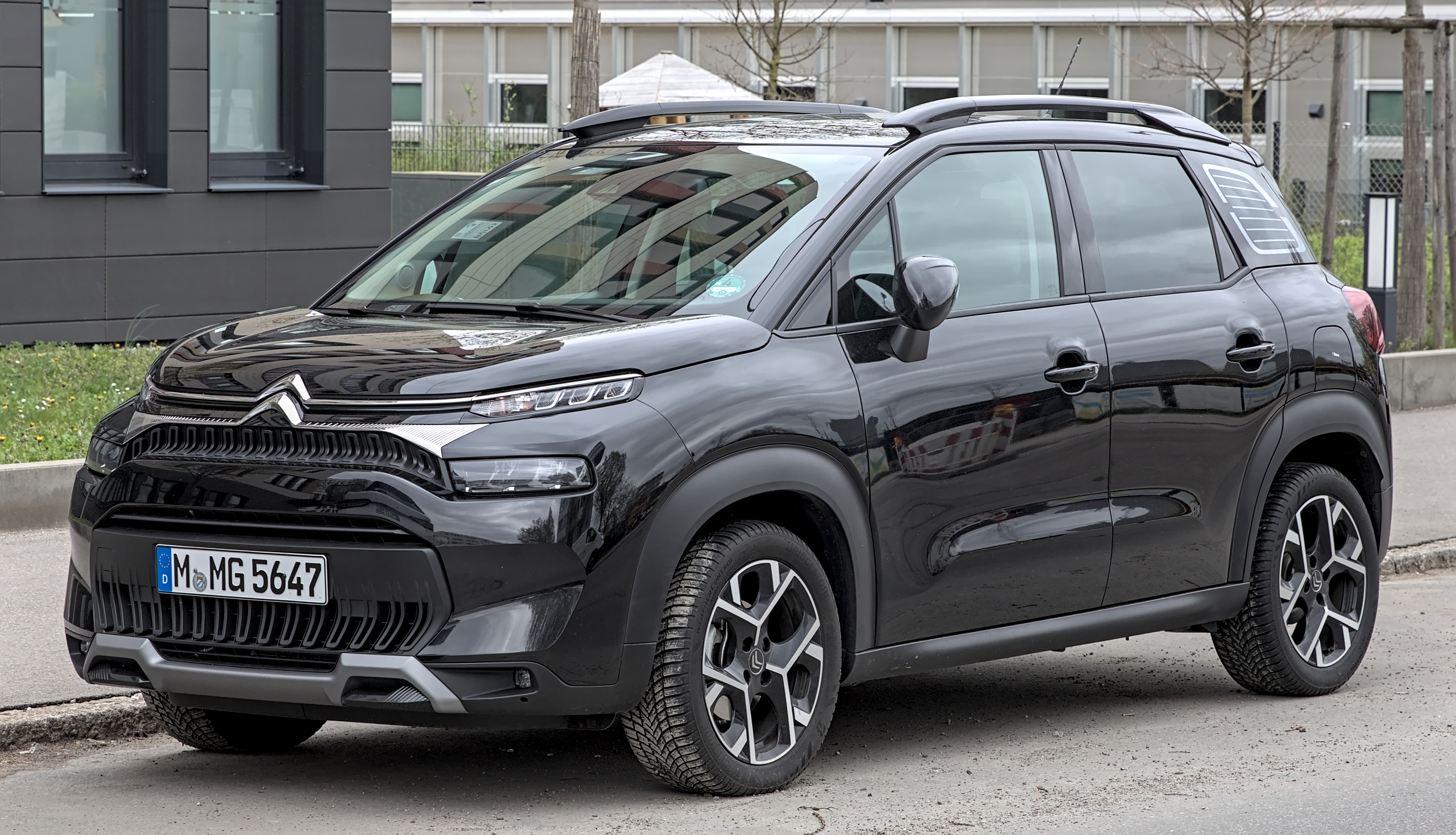
Frontale C3 Aircross Facelift

Nel mese di febbraio del 2021, la casa francese presenta il restyling del crossover C3 Aircross. Questo aggiornamento è perlopiù estetico, che va ad aggiornare il frontale, dove viene variato il disegno della mascherina superiore che comprende il logo della casa e la forma dei fari anteriori (a LED di serie su tutti gli allestimenti) i quali vengono uniti da una piccola mascherina. Viene anche variato il disegno del paraurti con una nuova trama per la calandra. Per il profilo dell'auto e il posteriore, non ci sono dei cambiamenti sostanziali, ma degli aggiornamenti che riguardano il nuovo disegno dei cerchi e un nuovo disegno della decalcomania presente nel terzo finestrino.
L'interno non subisce dei cambiamenti ma vengono aggiornati i tessuti e viene inserito un nuovo schermo da 9".
Anche i motori non cambiano e rimangono il 1.2 PureTech in versione turbo da 110 e 130 CV disponibili con cambio manuale a 6 rapporti per il PureTech 110 e con l'automatico a 6 rapporti EAT6. Rimangono le versioni a gasolio con il 1.5 BlueHDi da 110CV e 120CV con cambio manuale a 6 rapporti per il BlueHDi 110 e l'automatico EAT6 per il BlueHDi 120.

### Riepilogo caratteristiche
| Modello                         | Anni di produzione | Sigla motore     | Cilindrata (cm³) | Potenza CV (kW)/rpm | Coppia massima Nm/rpm | Trasmissione                 | Massa a vuoto (kg) | Accelerazione (s) | Velocità massima km/h | Consumi (l/100 km) | Emissioni CO2 (g/km) |
| Motori a benzina                | Motori a benzina   | Motori a benzina | Motori a benzina | Motori a benzina    | Motori a benzina      | Motori a benzina             | Motori a benzina   | Motori a benzina  | Motori a benzina      | Motori a benzina   | Motori a benzina     |
| ------------------------------- | ------------------ | ---------------- | ---------------- | ------------------- | --------------------- | ---------------------------- | ------------------ | ----------------- | --------------------- | ------------------ | -------------------- |
| 1.2 PureTech 82 MT5             | 11/2017-05/2019    | EB2              | 1199             | 82 (60)/5750        | 118/2750              | Manuale a 5 rapporti         | 1163               | 14                | 165                   | 5,1                | 116                  |
| 1.2 PureTech Turbo 110 S&S MT6  | dall'11/2017       | EB2DT            | 1199             | 110 (81)/5500       | 205/1500              | Manuale a 6 rapporti         | 1234               | 10,2              | 185                   | 5                  | 115                  |
| 1.2 PureTech Turbo 110 S&S EAT6 | 11/2017-05/2019    | EB2DT            | 1199             | 110 (81)/5500       | 205/1500              | Automatico a 8 rapporti EAT8 | 1278               | 10,6              | 183                   | 5,6                | 126                  |
| 1.2 PureTech Turbo 130 S&S MT6  | 11/2017-05/2019    | EB2DTS           | 1199             | 130 (96)/5500       | 230/1750              | Manuale a 6 rapporti         | 1250               | 9,3               | 200                   | 5,2                | 117                  |
| 1.2 PureTech Turbo 130 S&S EAT6 | dal 05/2019        | EB2DTS           | 1199             | 130 (96)/5500       | 230/1750              | Automatico a 8 rapporti      | 1280               | 10,3              | 184                   | 6,7                | 151                  |
| Motori a gasolio                |                    |                  |                  |                     |                       |                              |                    |                   |                       |                    |                      |
| 1.6 BlueHDi 100 MT5             | 11/2017- 07/2018   | DV6FDTED         | 1560             | 100 (75)/3750       | 254/1750              | Manuale a 5 rapporti         | 1278               | 11,5              | 175                   | 4                  | 104                  |
| 1.6 BlueHDi 120 MT6 S&S         | 11/2017- 07/2018   | DV6FCTED         | 1560             | 120 (88)/3500       | 300/1750              | Manuale a 6 rapporti         | 1308               | 9,8               | 183                   | 4,1                | 107                  |
| 1.5 BlueHDi 100 MT6 S&S         | 08/2018-10/2020    | DV5RD            | 1499             | 100 (75)/3500       | 250/1750              | Manuale a 6 rapporti         | 1203               | 10,8              | 175                   | 5,2                | 137                  |
| 1.5 BlueHDi 110 MT6 S&S         | dal 10/2020        | DV5              | 1499             | 110 (81)/3750       | 250/1750              | Manuale a 6 rapporti         | 1280               | 12,1              | 184                   | 4,6                | 120                  |
| 1.5 BlueHDi 120 EAT6 S&S        | dal 08/2018        | DV5RC            | 1499             | 120 (88)/3750       | 300/1750              | Automatico a 6 rapporti EAT6 | 1335               | 10                | 179                   | 4,8                | 125                  |

## Seconda generazione (dal 2024)
La seconda generazione della C3 Aircross per il mercato europeo è stata presentata il 18 aprile 2024. È costruita sulla piattaforma Smart Car, la medesima dell'Opel Frontera e della Fiat Grande Panda, ed è disponibile con propulsori mild hybrid a benzina ed elettrici a batteria. Per la prima volta nel suo segmento, è offerta con un'opzione a 7 posti ed è il primo B-SUV a essere commercializzato in Europa a un prezzo inferiore ai €20.000 per la versione a combustione interna.
Rispetto a quella per il mercato indiano e sudamericano, la versione europea della C3 Aircross presenta un frontale diverso con illuminazione interamente a LED, oltre ad adottare il logo Citroën più recente, cerchi in lega dal design diverso, fari anteriori e posteriori diversi e paraurti anteriore e posteriore diversi, tutti elementi anticipati dalla concept car Oli del 2022.
La C3 Aircross è disponibile con due motorizzazioni a benzina: un 1.2 litri PureTech Turbo e un 1.2 litri PureTech Hybrid, dotato di un sistema mild-hybrid a 48 volt. Inoltre è presente una motorizzazione elettrica da 113 CV / 83 kW con un'autonomia di oltre 300 km.

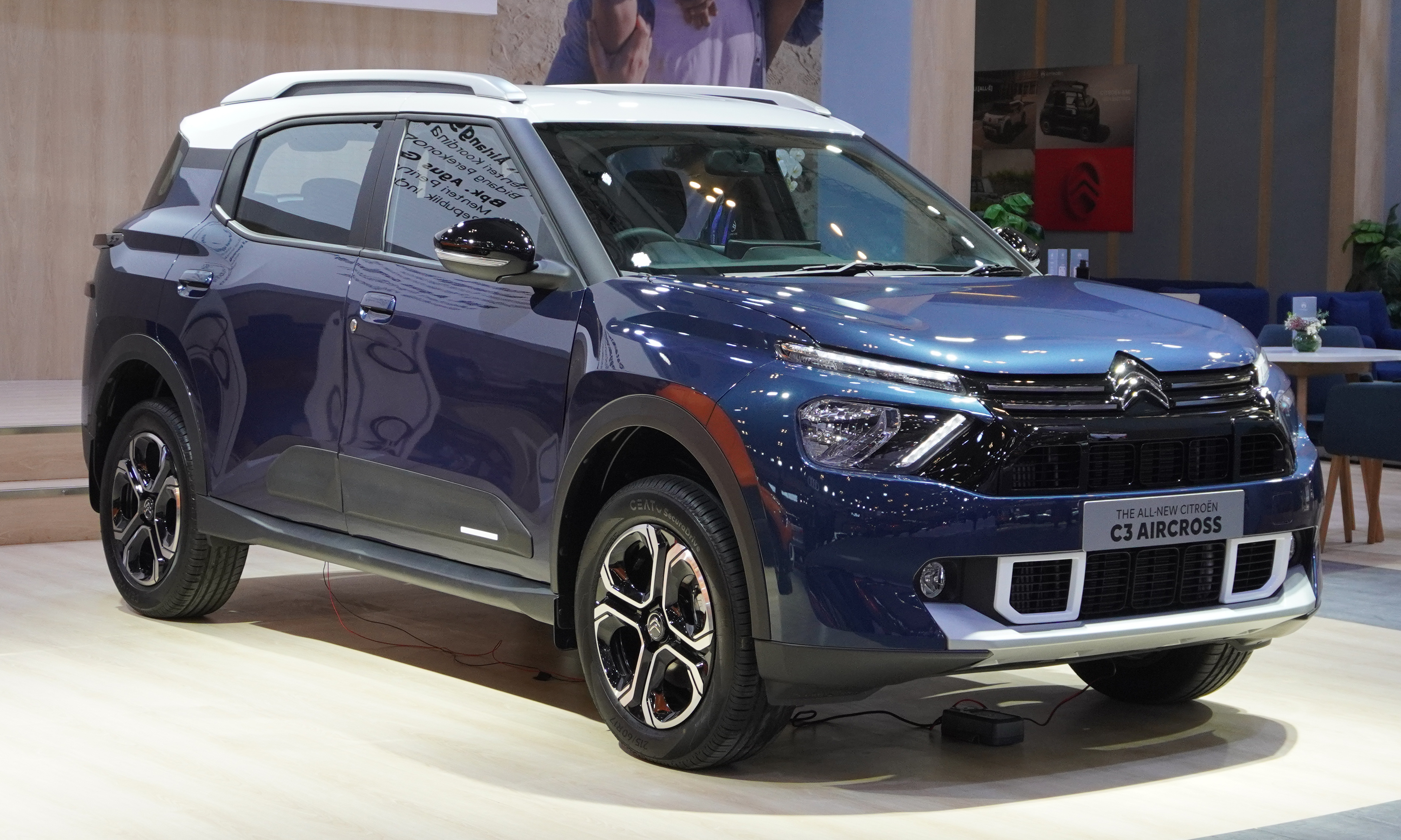

### Versione per Asia, Africa e America Latina
Citroën ha presentato la seconda generazione della C3 Aircross in India e Brasile il 27 aprile 2023. Rispetto al suo predecessore, il modello di seconda generazione è significativamente più grande, con una lunghezza aumentata di 160 mm e la disponibilità della terza fila di sedili. È il secondo modello del programma C-Cubed di Citroën, presenta elementi stilistici e layout degli interni simili alla C3 ed è basato sulla piattaforma Smart Car, condivisa con il modello europeo.
È disponibile con un motore a benzina: un 1.0 litri FireFly Turbo da 130 CV e 200 Nm.
Viene prodotta dal 2023 a Thiruvallur, in India, e a Porto Real, in Brasile.